# Mesoleptus subcompressus
Mesoleptus subcompressus là một loài tò vò trong họ Ichneumonidae.